# Марко Јовановић (фудбалер, 1993)
Марко Јовановић (Ужице, 2. фебруара 1993) српски је фудбалски голман који тренутно наступа за Слободу из Ужица.

## Каријера
Као рођени Ужичанин, Јовановић је фудбалом почео да се бави у локалној Слободи, са десет година старости. Свој фудбалски развој касније је наставио у Београду, где је наступао за млађе селекције Локомотиве, односно Баска. По окончању омладинског стажа и повратка у родни град, приступио је екипи Јединства Путева. Потом је био члан ГП Златибора, док је током такмичарске наступао у Немачкој, као члан Штајнхагена. Јовановић је након тога приступио Севојну, са којим се такмичио у зонском такмичењу. Као члан млађих селекција, био је позиван у састав репрезентације Србије, а 2018. године наступио је за екипу Чајетине на пријатељском сусрету са руским клубом Мордовијом. Почетком 2019. године вратио се у матичну Слободу, где је у наставку сезоне 2018/19. најчешће имао статус резервисте. У Првој лиги Србије дебитовао је на гостовању Борцу у Чачку у оквиру 4. кола доигравања за опстанак, када је на терену заменио повређеног Филипа Цвијовића.